# 連邦倒産法第11章
連邦倒産法第11章（れんぽうとうさんほうだい11しょう、アメリカ英語: Chapter 11, Title 11 of the U.S. Code）とは、アメリカ合衆国連邦倒産法（Title 11 of the U.S. Code - Bankruptcy）の第11章（Chapter 11; Reorganization）のことを指し、本条項に基づき行われる倒産処理手続を指すこともある。省略して単に Chapter 11（チャプター・イレブン）と呼ばれることがある。

## 概要
再建型倒産処理手続を内容とするものであり、債務者自らが債務整理案を作成し、債務者主導の再建が可能である（いわゆる「DIP型」）点で、日本でいう民事再生法に相当する。会社に適用されることが想定された再建型倒産処理手続という意味で、日本の会社更生法に相当すると言われることもあるが、制度内容としては民事再生法が近い。
なお、本章は個人債務者にも適用可能であるが、手続の複雑さと費用の点から、殆どの場合、個人への適用は実務的ではなく、個人債務者は第13章に基づく債務整理を選択する。

## 手続の開始
連邦倒産法第11章に基づく手続は、債権者または債務者の申立により開始される。倒産手続が開始すると、債権者による個別の債権取立行為は自動的に禁止される。手続開始とその効果に関する規定の多くは、連邦倒産法の各手続に共通している。

### 債権者集会
手続開始後合理的な期間内に債権者集会（meeting of creditors）が開かれ（341条(a)項）、債務者の審尋（343条）等が行われる。

### 債権者委員会
破産手続開始宣言の後可及的速やかに、連邦管財官は、債権額の大きな順に7名の無担保債権者からなる債権者委員会（committee of creditors）を編成しなければならない（1102条）。第11章手続においては債権者委員会は必要的機関であり、無担保債権者の権益を代表して次のような役割を果たす（1103条）。
1. 手続の進行に関して管財人等に意見を表明する。
2. 債務者の財務状況や事業の経営状況、さらには事業の継続の可否を調査する。
3. 再建計画の策定に参画する。
4. 占有債務者を解任し管財人の選任を申し立てる。

### 占有債務者と管財人
第11章手続においては、通常は債務者（旧経営陣）が管財人と同様の権限をもって引続き事業を継続することができ、これを占有債務者（debtor in possession、“DIP”） という（1107条）。ただし、占有債務者に詐欺的行為や重大な経営過誤があった等の正当な理由があるときには、利害関係者または連邦管財官の申立により破産裁判所が管財人の選任を命令することがある（1104条）。以下の解説において、「管財人」というときには占有債務者を含む。管財人は、倒産財団を代表する（323条）ほか、否認権の行使を通じて倒産財団を維持充実させる（547条等）という職務・責任がある。

### 債権証明の届出と債権の確定
債権者としての権利を行使するには、原則として債権証明の届出（filing of proof of claim）をしなければならない（501条）が、第11章手続においては、次のような届出義務の例外がある（1111条）。
- 債務者は、財産と債務を記した表（schedule of assets and liabilities）を裁判所に届出なければならないが（521条）、これに記載されている債権については届出があったとみなされ、改めて債権者が届け出る必要はない。ただし、表に「争いのある(disputed)債権」等の注記がされているものや、記載金額と実際の債権額が異なる場合には、届出をしなければならない。また、表に載っていない債権についても届出が必要である。
- 担保債権に関しては債権証明の届出をする義務はない。ただし、担保物の価値を越える債権額について一般債権者としての権利を行使したいときには届出をする必要がある。

債権証明の届出のあった（またはあったとみなされた）債権は、一定の期間内に異議がない限り認容された(allowed)とみなされる。管財人その他の利害関係者（債務者や他の債権者等）から異議が出されたときには、裁判所がその債権の認否を決定する（502(b)条）。

### 他の手続への移行と申立の却下
第11章手続が債権者によって申し立てられた等の一定の場合を除き、債務者はいつでも第11章手続を第7章手続に移行（convert）することができる。利害関係者が、正当な事由（cause）を示して申し立てた場合には、裁判所は第7章手続に移行したり、第11章基づく再建手続の申立を却下（dismiss）することができる。正当な事由とは、たとえば、再建の合理的可能性がないこと、再建案の実行可能性がないこと、債務者の行為により債権者の権利が害されること等がある（1112条）。

## 事業の継続
第11章手続は、倒産申立により債務者の事業を停止させることなく、かえって事業を継続しながら債務者の再建を目指すものである。したがって、利害関係者の申立により裁判所が事業の継続を禁止しない限り、管財人（上記のとおり通常は占有債務者）が事業を継続して行う（1108条）。以下、事業の継続に関係の深い規定について解説する。なお、下記の諸規定は、第7章手続において一定の範囲内で事業の継続が認められる場合にも適用される。

### 財団財産の処分
管財人は、原則として、債務者の通常の商行為（ordinary course of business）の範囲内で財団財産を自由に販売・リース・使用することができる（363条(c)項）。通常の商行為をこえる場合には、裁判所の許可を得なければ処分の実行はできない（363条(b)項）。

### 資金調達
通常の商行為内の借入であれば、管財人は原則として自由に無担保による借入をすることができる。借入が通常の商行為の範囲を超える場合には裁判所の許可を必要とする。いずれの場合にも借入債務は共益費用(administrative expense)として、優先的返済の対象となる（364条(a)項及び(b)項）。
上記のような借入ができない場合には、管財人は裁判所の許可を得て、共益費用より優先的弁済をするという条件で無担保の借入をしたり、既に担保に供されていない財団財産を担保として借入をしたり、既に担保に供されている財産に劣後担保権を設定して借入をすることができる（364条(c)項）。さらにこのような借り入れも出来ない場合には、既存の担保権に優先する担保権を設定しての借入が許可されることもある。この場合、既存の担保権者に対して適切な権利保護の措置（adequate protection）をとる必要がある（364条(d)項）。
このように、第11章に基づく債務者に対して、法の規定により優遇される貸付を行うことを、通常の場合借入人が占有債務者（DIP）であることから、DIPファイナンシング（DIP financing）と呼ぶ。

### 未履行契約に関する管財人の選択権
倒産申立時点で、債務者はいろいろな契約上の義務を負っている。製造業を例にとって見ると、製品の供給契約や原材料の購入義務、工場の賃貸契約や機械のリース契約等が考えられる。この中から、再建のために負担となるものを切り捨て、事業の継続のために必要なものを維持するために、管財人はこのような諸契約を取捨選択する権利を有する(365条)。

#### 選択権一般
管財人は、破産申立時点で未履行の契約（executory contract）や残余期間のあるリース（unexpired lease）を裁判所の許可を得て引受ける（assume）か、第三者に譲渡する（assign）か、あるいは拒絶する（reject）かの選択権を有する。未履行の契約とは、倒産申立の時点で双方の当事者の義務履行されておらず、その義務の不履行が契約の重大な違反を構成するものとされている。なお、下記の説明において、「契約」というときには、未履行の契約と残余期間のあるリースの双方を指すこととする。
このような選択権は管財人（債務者）側のみが有する。契約当事者の一方が倒産状態になったり倒産申立をした場合には相手方当事者は契約を一方的に解除できる旨を定めている契約条項（ipso facto clause）は、連邦倒産法上無効とされる（365条(e)項(1)号）。また、譲渡を禁止する条項や譲渡によって契約が終了する旨を規定する条項も無効である（365条(f)項）。
管財人は、再建計画承認前であればいつでも選択権を行使できるが、契約相手方は、破産裁判所に対して選択権行使に時間的制限を設けるよう請求できる。この場合裁判所が設定した制限期間内に選択権を行使をしなかった場合には、契約は拒絶されたとみなされる（365条(d)項）。
上記の原則には、債務者が権利許諾者である知的財産権のライセンス契約に関する重要な例外がある（365条(n)項）。被許諾者は、管財人が契約を拒絶した場合でも、ライセンスの対象となる権利の行使の継続を選択することができる。ただし、ライセンス契約に定められた債務者の付随的義務（サポートサービス等）の履行を請求することはできない。

#### 契約の拒絶
管財人が契約を拒絶すれば、債務者は将来の履行義務から解放される。ただし、拒絶により債務者は契約違反に陥り、これにより損害を被った契約相手方の損害賠償請求権は、倒産申立直前に債務者が契約不履行を犯した場合の損害賠償請求権と同様に（つまり、一般債権として）取り扱われる（365(g)(1)）。

#### 契約の引受
管財人が契約を引受けた場合には、契約相手方は、引続き契約を履行しなければならない。ただし、既に債務者側に契約違反があった場合には、既発生の損害を賠償したり、将来の履行に関する適切な権利保護の措置を提供しなければ、引受けることはできない（365条（b）項）。

#### 契約の譲渡
管財人は、契約を譲渡する前に当該契約を引受けなければならず、契約の譲受人による将来の履行に関する適切な権利保護の措置を提供する必要がある（365条(f)項）。

## 再建計画
第11章手続の主要な目的は、再建計画（reorganization plan）により債権者や債務者の株主の権利を変更した上で、計画に基づいて、債務者が債務を返済し事業を再建することにある。

### 再建計画の提出
倒産手続の開始が宣言されてから120日間は、債務者のみが再建計画を提出できる（1121条(b)項）。債務者が上記120日間の間に再建計画を提出しなかった場合には、他の利害関係者（債権者・債権者委員会・株主等）も再建計画を提出できる（1121条(c)項）。再建計画の中核をなすのは、債権者の権利の取扱い（金額や支払方法の変更等）である。
各債権者はその債権の内容・性質により、いくつかのクラス（classes）に振り分けられる。返済順位の優劣等を考慮しながら、実質的に同等な（substantially similar）債権を有する債権者は同一のクラスに属することとなる（1122条(a)項）。
次にクラスごとに債権の取扱いを定める。たとえば、あるクラスは債権40パーセント減額かつ3年の月賦返済、それより優先する別のクラスは20パーセント減額の即時支払いといった具合である。同一クラスの債権者は同一に取扱わなければならない（1123(a)条(4)項）。たとえば、ある債権を分割払いにしたときに、同一クラスの他の債権を一括払いとすることは許されないし、同一クラスにおける債権の減額率は同一でなければならない。

### 再建計画の承認と認可
提出された再建計画はまず、各クラスにおいて、債権者数にして過半数かつ債権額にして3分の2以上の賛成により承認（acceptance）されなければならない（1126条）。
再建計画は原則として全てのクラスで承認される必要がある。ただし、次の例外がある。
- 再建計画によって権利の内容が変更されないクラスや、債権全額が即時に支払われるクラスは、利益を害されていない（not impaired）のでその承認を得る必要はない（1126条(f)項、1124条）。
- 利益を害されるクラスのひとつが承認に反対している場合であっても、利益を害される他のクラスのうち少なくともひとつのクラスが承認しており、かつ、再建計画が公平（fair and equitable）で反対クラスを不公平に差別（discriminate unfairly）していなければ、不承認のクラスがあっても裁判所は再建計画を認可できる（1129条(a)項(10)号、1129条(b)項）。このように、あるクラスの反対を押し切って再建計画の認可を得ることを、クラムダウン（cramdown, cram down）と呼ぶ。

必要なクラスの承認が得られれば、裁判所は、債権計画が第11章の所定の諸要件（共益費用の全額支払や債権計画の実現可能性等）を満たしているかを審査した上で、これを認可（confirmation）する（1129条）。債権計画が認可されると、再建計画に反対した債権者もこれに拘束され、債務者の負う債務は再建計画のもとの債務に変更される。認可以前に生じた債務は免責（discharge）となる（1141条）。

### 再建計画の実行と手続の完了
債務者は再建計画と破産裁判所の命令に従って債務を返済し、事業を継続する義務を負う（1142条）。再建計画に基づく義務を果たした場合には、債務者は「倒産状態から脱却（emerge from bankruptcy）」したものとされ、通常の企業として事業を継続することとなる。

## 利害関係者との事前調整を経た第11章手続
上記のとおり、第11章手続においては、債務者その他の利害関係者から再建計画が提出され、それが承認・認可され、実行されるわけであるが、実際には、承認される計画が策定されるまでには関係当事者間の交渉が必要であり、倒産手続完了までにかかる時間と費用が肥大化することがある。これを回避するために、手続開始前に債権者等の利害関係者との事前調整を経た第11章手続が利用されることがある。
例えば、債務者が、債権者その他の利害関係者との間で再建計画の大要に関して合意（plan support agreementやlock-up agreement等と呼ばれる。）に達した上で手続開始を申し立てる場合がある。その後比較的短い期間内に合意内容に基づいた再建計画を提出し、債権者は事前の合意に基づいてこれを承認する。これを、pre-negotiated Chapter 11またはpre-arranged Chapter 11という。全ての利害関係者の合意を得ておく必要はなく、それぞれのクラスにおいて計画を承認するのに必要な頭数と金額の債権者の合意を得ておけば足りる。また、クラムダウンを前提に一定のクラスについてはその合意を取らずに申し立てるケースもある。
さらに、予め再建計画を策定し、この承認に必要な債権者の承認を得てしまってから手続開始を申し立てる場合もある。これはpre-packaged Chapter 11と呼ばれる。